# 氟化镧
氟化镧是一种高熔点的离子化合物，化学式为LaF3。其Ksp为7.0×10-17。

镧的配位模式

## 制备
氟化镧可由氧化镧和氟化氢铵反应得到：
{\displaystyle \mathrm {La_{2}O_{3}+6\ NH_{4}HF_{2}\ {\xrightarrow {300-400^{\circ }C}}\ 2\ LaF_{3}+6\ NH_{4}F+3\ H_{2}O} }
硝酸镧和氟化铵反应，沉淀出氟化镧：
La(NO3)3 + 3 NH4F → LaF3↓ + 3 NH4NO3